# Нестле
Нестлѐ АД (на френски: Nestlé S.A.) е мултинационална компания със седалище във Вьове, Швейцария, за производство на хранителни продукти, безалкохолни напитки и др., основана през 1866 г. от германския индустриалец Анри Нестлѐ.
Тя е най-големият базиран в Европа производител на хранителни стоки с обем на продажбите 58,8 милиарда евро (2005). Компанията се представлява от Петер Брабек-Летмат – главен изпълнителен директор и председател на съвета на директорите. Управлението на компанията е в град Вьове, Швейцария.

## Създаване и ранни години
Повлиян от високата детска смъртност, Анри Нестле се опитва да разработи заместител на майчината кърма, за да спаси от недохранване бебетата, които са алергични към майчиното мляко. Той експериментира с различни комбинации от краве мляко, пшеничено брашно и захар. Всичко това става средата на 60-те години на XIX век. След спасяване на едно бебе, което не приема майчина кърма, нито съществуващите тогава заместители, хората бързо разбират колко ценен е продуктът на Анри Нестле и само след няколко години той се продава почти из цяла Европа.
Анри Нестле, осъзнавайки колко е важна търговската марка за развитието на бизнеса и продажбите на пазара, решава да използва за лого на компанията своя фамилен герб – гнездо с птички (на швабски диалект – nestle – „малко птиче гнездо“).
През 1870-те години, борейки се с конкуренцията, компанията пуска на пазара своя собствена марка кондензирано мляко. През 1875 г. швейцареца от град Вьове Даниел Питер изобретява начин за смесване на мляко и какао, изобретявайки първия млечен шоколад в света. Скоро след това създава компания, която скоро става лидер в производството на шоколад в света. През 1904 година се слива с корпорацията „Нестле“.
През 1882 г. още един швейцарец, този път кулинар – Юлиус Маги (Jullius Maggi), разработва технология за производство на бързоразтворими грахови и бобови супи и основава фирма „Маги и Компания“ (Maggi and Co.), която в края на XIX век произвежда вече не само разтворими супи, но и бульонни кубчета, сосове и подправки.

## Разширяване и международен пазар
В началото на ХХ-век Nestlé има заводи в САЩ, Великобритания, Германия и Испания. През 1904 г. компанията започва да произвежда шоколад, след постигане на договореност с „Швейцарската Национална Шоколадена компания“.
През 1905 г. Nestlé се обединява със своя отдавнашен конкурент в бизнеса с кондензирано мляко – „Англо-швейцарската компания за производство на кондензирано мляко“, и името на компанията става „Nestlé и Англо-швейцарска млечна компания“.
От 1907 г. компанията започва пълномащабно производство в Австралия, втори най-голям консуматор на продукти за износ на компанията. В същия период се построяват складове и депа в Сингапур, Хонконг и Бомбай, за обезпечаване на потребностите на бързоразвиващия се пазар на страните в Азия.
Тъй като голяма част от производствените мощности на компанията се намират в Европа, началото на Първата световна война нанася сериозен удар върху делата на компанията. Въпреки тежките времена, войната предизвиква голямо търсене на млечни продукти, което от своя страна изисква увеличаване на производствените заявки. За да се справи с това повишено търсене, Nestlé закупува още няколко фабрики в САЩ. Към края на войната компанията вече притежава 40 фабрики, а производството в сравнение с 1914 година е увеличено двойно.
В края на Първата световна война компанията изпада икономическа криза. През 1921 г. Nestlé за първи път търпи загуби. Това принуждава ръководството на компанията да разшири традиционния асортимент от произвеждана продукция. Производството на шоколад става второ по значимост сред приоритетите на компанията. Nestlé започва регулярно да пуска нови хранителни продукти.

## Пускане на Nescafe
През 1930 г. Бразилският институт за кафе се обръща към ръководството на компанията за помощ в разработката на нови видове продукти, способни да решат проблемите от свръхпродукцията на кафе в Бразилия. В резултат на осемгодишни изследвания се достига до откриването на разтворимото кафе. Скоро започва производството на екстракт от кафе с бранд „Nescafe“, което променя традиционния възглед за потреблението на кафе по целия свят и много бързо набира популярност. В началото на 1940-те години компанията започва и производство на чай с търговското наименование „Nestea“.
Започването на Втората световна война затруднява бизнеса на много от световните производители, и Nestlé също търпи негативите на войната (от $20 млн. през 1938 до $6 млн. в края на 1939). За да преодолее тези проблеми с разпространяването на продукцията в Европа и Азия, компанията открива нови фабрики в развиващите се страни, в това число в Латинска Америка.
Един продукт на компанията обаче се произвежда в пъти отколкото преди войната – разтворимото кафе „Nescafe“, което става основна напитка на американските войници и офицери, които служат в Европа и Азия (както и Кока-Кола, чийто девиз по това време е „По една бутилка Кока-Кола на ден, на всеки наш войник“).
През 1943 г. обемите на производство на „Nescafe“ достигат 1 млн. кутии на година. Също както и по време на Първата световна война се увеличават количествата на произвеждани определи продукти в условията на военна икономика. Общият оборот на компанията се увеличава от 100 млн. през 1938 до 225 млн. долара през 1945 г. Войната прави от компанията лидер в бизнеса с кафе в света.

## Нестле в България

### История
Историята на Нестле в България започва през недалечната 1994 г., когато NESTLÉ закупува най-големия производител на шоколадови и захарни изделия „ШЗИ София“.
Самата фабрика е създадена през 1939 г. от Стефан Тодоров и е наречена „Щастие“. Интересно е, че Стефан Тодоров е първият българин, поставил основите на таксиметровите услуги в страната. Този негов частен бизнес му носи значителни доходи и със събраните средства започва производство на захарни изделия. Тодоров полага големи грижи за хората, работещи за него – построява им домове в близост до фабриката, създава стол, в който персоналът да може да получава топла храна.
През 1947 г. фабриката е национализирана и преименувана в ДИП „Малчика“. Тя е най-голямата в страната с най-богат продуктов асортимент – шоколади, шоколадови бонбони, нишесте, какао на прах, смес за палачинки, локум, халва, желирани бонбони и много други. Броят на работещите в този момент е повече от 2000 души, а годишното производство възлиза на 150 000 тона. Луксозните бонбони „Пияни вишни“, „Троен лешник“, „Каприз“, „София вечер“ се произвеждат ръчно.
Началото на вафлено и бисквитено производство се поставя през 1964 г., а 9 години по-късно започва производство и на захарни бонбони. Така до 1991 г., когато се създава ШЗИ „София“. 3 години по-късно Нестле Швейцария закупува ШЗИ „София“ след проведен конкурс за купувач.
В унисон с традициите разработването на нови продукти и подобряване на качеството на вече съществуващите са едни от главните приоритети на компанията. Целите са да се осигури най-високо качество, отговарящо на изискванията на потребителя. Правят се много инвестиции за нови производствени линии, нови технологии, откриване на нови работни места, обучение на персонала, избор на най-добрите суровини и доставчици, грижа за здравето на консуматора. Общият брой на работните места в България надхвърля 1100. Към 2017 година „Нестле“ е третото по брой на заетите предприятие от преработващата промишленост в област София.
През последните години компанията Нестле значително разширява и развива основния си бизнес и предлага на потребителите висококачествени и разнообразни продукти, довели до удвояване на пазарните дялове. Компанията е печелила награди от Пловдивския панаир.
„Нестле България“ АД е един от най-големите стратегически инвеститори на българския пазар в сферата на хранителната промишленост.

### Продукти
Продукти на „Нестле България“, с които компанията е позната на българския потребител, са:
- NESTLÉ МУРА
- NESTLÉ KIT KAT
- NESTLÉ Lion
- NESTLÉ – шоколади, шоколадови бонбони и шоколадови бисквити
- NESTLÉ LZ – аеро шоколад
- NESTLÉ ТАРАЛЕЖКИ – шоколадови бонбони
- NESTLÉ – зърнени закуски, детски храни и други.

Международни марки, предлагани от компанията в България:
- NESCAFÉ
- MAGGI
- NESQUIK
- NIDO
- NESCAFE Classic
- NESCAFE 3 в 1